# Famille Lequime
La famille Lequime est une famille belge et française contemporaine, issue de Pierre Lequime (1677-1741), échevin d'Henripont, et de Marguerite Scouman. Leur descendance a formé deux branches. L'une est issue de Jean-Baptiste Lequime (1732-1796), mayeur de la seigneurie d’Ottignies (Naast), homme de fief sur plume, propriétaire à Horrues, et a donné le baron Lequime en 1965. L'autre a été admise à la bourgeoisie de Bruxelles le 21 juin 1730, dans le chef de Nicolas-Joseph Lequime (1702-1744).

## Historique
Jean Le Kime, né à Rebecq le 22 décembre 1622, est cité « sergent au bailliage d'Henripont et […] en 1660 et 1692 ». En 1676, il est « propriétaire d’une maison  assise sur un bonnier de paschy, tenant au chemin allant de Braine à Ronquières ». Il est qualifié « d’échevin, en juin 1687 ». Il épousa à Rebecq, le 13 octobre 1644, Marie Dugailly, née à Rebecq le 30 mai 1609, fille de Mathieu Dugaillie et de Jeanne Brougnon.
Leur petit-fils Pierre Lequime (1677-1741), échevin d'Henripont et époux de Marguerite Scouman, est l'ancêtre commun des deux branches de la famille. Il est propriétaire d'une terre appelée « Miroir des hommes » en 1707. Marguerite Scouman est la fille de Pierre Scouman, clerc marguillier d'Henripont de 1690 à 1734, homme de fief de la Cour féodale de Henripont,.
Nicolas Joseph Lequime, fils des précédents, né à Braine-le-Comte le 17 juillet 1702 et mort à Bruxelles Saint-Géry le 8 octobre 1744, époux de Marie-Jacqueline Labiois, est le frère ainé de Jean-Jacques Lequime.

## Branche de Bruxelles
- Armoiries : non connues.

La branche devenue bruxelloise s'était d'abord établie à Aubry, près de Valenciennes.
- Jean-Jacques Lequime, né le 4 mai 1708 à Henripont (Hainaut) et mort le 25 mars 1780 à Aubry, « brigadier des gardes des bois du Duc d'Arenberg à la Petite Franche Forêt de Raismes près d'Aubry[5] », qui a épousé le 27 juin 1727 à Raismes, Marie-Françoise Patin, née le 17 janvier 1705 à Aubry et morte le 20 mars 1750. De leur union sont issus dix enfants, parmi lesquels : 
  - Jean-Chrysostome Lequime, né en 1732, fut échevin d'Aubry en 1770 et 1772 et lieutenant-mayeur en 1776 et 1778 ;
  - Pierre-François LeQuime, né en 1736, nommé maire d'Aubry en 1790, qui épousa Constance Demory, fille de Pierre-François, censier du château d'Aubry.
  - Jacques-Joseph-Sébastien (qui signe Joseph Le Quime), né en 1744, bourgeois de Bruxelles le 14 juillet 1769[6], avec mention « porcelaine », et qui avait épousé en 1769 Catherine Petit (1746-1794). Courtier, chaussée de La Madeleine, caissier du Grand et Petit Spectacle de Bruxelles (théâtre de la Monnaie et du Vaux-Hall), actionnaire puis syndic de la Faïencerie royale de Montplaisir[7]; actionnaire pour l’exploitation de mines de plomb, charbons et autres minéraux de Sirault, démocrate, partisan de Vonck, il fut représentant du Peuple[8] à Bruxelles en 1792, dont :
    - Antoine Lequime (1783-1827), pharmacien du Roi et de la Reine à Bruxelles, époux de Jeanne Dutalis, sœur de l'orfèvre Joseph Germain Dutalis (1780-1852), et grands-parents du peintre Alphonse Asselbergs ;
    - François-Joseph Lequime (1770-1848), officier[9], sous-lieutenant dans l'armée des Patriotes (Armée belgique) en 1790 sous le commandement du général Van der Mersch ; capitaine au 1er régiment belge, puis au 3e bataillon des chasseurs-tirailleurs de l'Armée française du Nord ; il démissionna le 4 février 1799 (16 pluviose an VII), après trois campagnes, pour se marier. Commis de négociant (1804), puis fonctionnaire affecté successivement aux Départements de l'Intérieur (où il fut notamment « chef de bureau des cultes de 1831 à 1840[10] ») et de la Justice, jusqu'au moment de sa mise à la retraite, en vertu de l'arrêté royal du 21 octobre 1843 ; cité en 1812 comme rentier, époux de Françoise Adrienne Deglimes (1770-1819)[11], domicilié Son 7 Montagne de la Cour 1108. Vraisemblablement est-ce lui, son frère étant à l'époque étudiant à Nantes, qui s'identifie avec le « Lequime » sans prénom qui fut membre fondateur de la Société de peinture, sculpture et architecture de Bruxelles en 1804. De leur union :
      - Adèle Lequime (1796-1886), épouse en 1818 d'Henri Harpignies (1790-1870), industriel sucrier (administrateur et actionnaire des forges de Denain), dont Henri Joseph Harpignies (1819-1916), peintre paysagiste, de l'École de Barbizon ;
      - Joseph-Émile Lequime (1802-1886), professeur de médecine, Il reçut le 25 décembre 1876 du pape Pie IX les insignes de commandeur de l'ordre de Saint-Grégoire-le-Grand en reconnaissance des soins et de l'assistance prêtés avec un noble désintéressement aux membres de la nonciature apostolique en Belgique (en)[12];
        - Georges Lequime (décédé le 22 février 1948) épousa Marthe Schelfhoudt (dont descendance)

      - Adolphe Lequime, né à Bruxelles le 14 novembre 1804 (23 Brumaire an XIII)[13], mort en 1883, médecin et industriel dont pour petit-fils :
        - Émile Lequime (1862-1942), général français, commandeur militaire du Palais Bourbon.

## Branche du baron Lequime
- armoiries LequimeArmoiries : « D'or au chevron accompagné de trois cœurs en flamme, le tout de gueules »

Pierre Lequime (1677-1741), échevin d'Henripont, et Marguerite Scouman eurent également pour fils :
- N. Lequime, dont :
  - Jean-Baptiste Lequime (1732-1796), mayeur de la seigneurie d’Ottignies (Naast (Belgique)), propriétaire à Horrues, homme de fief sur plume auprès de la cour féodale du Hainaut le 3 mars 1775, époux de Germaine Hachez (1748-1835), dont :
    - N. Lequime, dont :
      - Pierre Lequime, époux de Clarice Pourbaix, dont :
        - Victor Lequime (1844-1911), architecte et entrepreneur de construction (il construisit notamment le château Miette à Houdeng, les bâtiments des écoles primaires et secondaires de Houdeng ainsi que des maisons ouvrières du charbonnage de Bois-le-Duc). De son union avec Marie-Thérèse Tamigniaux, est né : 
          - Victor Lequime (1874-1972), docteur en médecine à Bruxelles, créateur de la Société Médico-chirgucale du Hainaut, Commandeur de l'ordre de la Couronne[14], épousa Rachel Hiard, fille de Paul Hiard (1860-1904), industriel, cousine germaine de Victor Maistriau, ancien Bourgmestre de Mons, ministre d'État et du baron Evence Coppée I (1851-1925), fondateur des Hauts Fourneaux de Belgique. De leur union sont issus :
            - baron (1965) Jean Lequime, cardiologue, professeur à l'Université royale de médecine de Bruxelles, ancien président de l'Académie royale de médecine, branche noble éteinte ;
            - Pierre Lequime (1913-1990), médecin généraliste et urologue bruxellois, chef de Service des Établissements pénitentiaires de la Ville de Bruxelles[15].

## Familles homonymes
Le nom Lequime, Le Kime, etc., est un sobriquet wallon qui est porté par de nombreuses familles sans liens de parenté.

## Publications
- Catalogue de tableaux modernes formant la collection du Docteur Jules Lequime , Galerie du Congrès, Bruxelles, 1892
- Gustave Van Zype,  Collection Lequime , (1re partie) ou premier catalogue de la célèbre série de tableaux (dont hérita Georges Lequime) mise en vente en la Galerie Giroux, 22 avril 1921. La seconde vente y eut lieu les 1 et 2 mai 1923 et fit l'objet d'un autre catalogue illustré dont l'auteur non identifié a signé P. C.
- Georges Lequime, Le plus beau pays… Notes sur l'Hindoustan, Bruxelles, G. Van Oest, 1928.
- Léon Lequime, Secrets de Rubens[16]  Il entretenait une correspondance avec James Ensor.  Celle-ci fut partiellement publiée.
- Brochures de l' Association familiale Lequime ... Lekime, ancien membre de la F.A.F. (Fédération des Associations de familles) devenue Fédération Royale des Associations de familles (F. R. A. F.)
- Nelson Lekime, Au temps d'un prince qui dota Bruxelles du premier Théâtre de la Monnaie, Ch. I des Cahiers Léopoldiens, série II, n°2, du 15 février 1961, Bruxelles, pages 2 à 10.

Brochures musicales :
- Ce matin Ma Jeanne est morte !   , Paroles et musique de Alb. (Albertine ?) Lequime, Propriété de l'auteur
- Douce consolation, Musique de Alb. Lequime, Maison de Aynssa  -  Maison E. De Saedeleer & E. Possoz, successeurs, Éditeurs de musique, Bruxelles, s. d.
- Mais je refuserais Si vous me commandiez de ne plus vous aimer !  Paroles de Paul Max (1884-1945) et musique de Alb. Lequime.